# Valle di Kot
La valle di Kot (in sloveno Dolina Kot) è una valle delle Alpi Giulie situata nella regione dell'Alta Carniola all'interno del parco nazionale del Tricorno.

## Descrizione
La valle è di origine glaciale, situata dei pressi di Mojstrana assieme alle valli del Krma e  Vrata. È il punto di partenza di molti percorsi alpini presso l'area del parco nazionale del Tricorno e uno dei percorsi più facili e veloci per raggiungere la cima. Attraversandola è possibile raggiungere la valle del Radovna.